# Cap nen sense joguina
Cap nen sense joguina és una campanya solidària de recollida de joguines per a nenes i nens de famílies sense recursos de la ciutat de Barcelona. Se celebra la nit de Reis des de 1967, impulsada per Ràdio Barcelona i el Casino l'Aliança del Poblenou.
Els dies abans de la vigília de Reis els ciutadans porten joguines noves als estudis de Ràdio Barcelona, al carrer Casp. La nit i matinada del 5 al 6 de gener, l'emissora SER Catalunya emet una marató radiofònica on subhasta objectes cedits per famosos. En els darrers anys, la responsable de conduir aquest programa de ràdio és la locutora Rosa Badia. Els ingressos generats serveixen per a completar els lots de joguines que es lliuraran, amb la col·laboració del Reis d'Orient, abans que comenci la nova jornada.